# Comuna Treavna, Gabrovo
Treavna (în bulgară Трявна) este o comună în regiunea Gabrovo, Bulgaria, formată din orașele Treavna și Placikovți și 63 de sate. 

## Localități componente

### Orașe
- Treavna
- Placikovți

### Sate
| - Armeankovți - Azmanite - Bahreți - Bangheiți - Belița - Bijovți - Brejnițite - Bărdarite - Bărdeni - Ceakalite - Cernovrăh - Daevți - Dimievți - Dobrevți - Dolni Radkovți - Donciovți - Dragnevți - Drandarite - Enciovți - Fărevți - Ghenciovți | - Glutnițite - Gorni Dameanovți - Gorni Radkovți - Hristovți - Iavor - Iovovți - Kașenți - Kiselkovți - Kisiițite - Koiciovți - Konarskoto - Kresliuvți - Krăsteț - Malciovți - Malki Stanciovți - Manevți - Maruțekovți - Milevți - Mrăzeți - Nikolaevo - Nojerite | - Noseite - Prestoi - Radevți - Radino - Raevți - Rainușkovți - Ralevți - Rașovite - Ruevți - Secen Kamăk - Stainovți - Stanciov Han - Strămți - Svirți - Todorețite - Tomcevți - Velciovți - Velenți - Velkovo - Voinițite - Zelenika |

## Demografie
Componența etnică a comunei Treavna
     Bulgari (94,23%)
     Nicio identificare (4,39%)
     Altele (2,01%)
La recensământul din 2011, populația comunei Treavna era de 11.754 locuitori. Din punct de vedere etnic, majoritatea locuitorilor (94,23%) erau bulgari. Pentru 4,39% din locuitori nu este cunoscută apartenența etnică.